# Хондрома
Хондрома — доброякісна пухлина, яка утворює зрілу хрящову тканину і не проявляє ознак хондросаркоми. Хондроми поширені на руках, стегнах і кістках плечового поясу, рідко — на хрящових кільцях бронхів. Хондрома є другою за частотою доброякісною, хрящоутворюючою пухлиною і часто зустрічається у між 2–4 м десятиліттям життя. Зазвичай вона утворює зрілий хрящ в метафізах довгих кісток . У молодих жінок зустрічається переважно в ділянці гайморових пазух, характеризуються чітко обмеженою ділянкою просвітлення з вкрапленнями вапна, що повільно ростуть, не метастазують.
За локалізацією розрізняють енхондроми та екхондроми. Ймовірна малігнізація, рентгенологічним симптомом якої може стати поява більшої кількості звапнених вогнищ та потоншення зовнішньої капсули пухлини.